# Hubert Leitgeb (Biathlet)
Hubert Leitgeb (* 31. Oktober 1965 in Antholz, Südtirol; † 4. Februar 2012 am Staller Sattel) war ein italienischer Biathlet.
Hubert Leitgeb war Polizist und lebte in Antholz. Er begann 1984 mit dem Biathlonsport und war für das Centro Sportivo Carabinieri aktiv. Seit Mitte der 1980er Jahre war er im Biathlon-Weltcup aktiv. Erstes Großereignis waren die Biathlon-Weltmeisterschaften 1989 in Feistritz an der Drau, wo der Italiener im Einzel eingesetzt wurde und den 14. Platz erreichte. 1990 wurde er in Minsk 34. des Einzels und am Holmenkollen in Oslo mit Andreas Zingerle, Johann Passler und Gottlieb Taschler Neunter im Mannschaftsrennen. 1991 gewann er bei der WM Lahti gemeinsam mit Taschler, Simon Demetz und Wilfried Pallhuber die Goldmedaille im Mannschaftsrennen. In der Saison 1991/92 erreichte er in einem Einzel in Nowosibirsk hinter Wolfgang Perner und Sylfest Glimsdal mit Rang drei sein erstes Resultat auf dem Weltcup-Podium. Die nächsten Rennen bestritt er bei den Olympischen Winterspielen 1992 von Albertville. Bei den Rennen in Les Saisies wurde Leitgeb 26. des Sprints und verpasste mit Passler, Pieralberto Carrara und Zingerle als Viertplatzierter knapp eine Medaille.
Die Olympischen Spiele 1994 in Lillehammer verpasste Leitgeb, doch kurz danach gewann er in Canmore mit einem Einzel sein einziges Weltcuprennen. Bei der gleichzeitigen WM, bei der die nichtolympischen Rennen ausgetragen wurden, gewann er mit Pieralberto Carrara, Zingerle und Pallhuber erneut den Titel. Bei den Biathlon-Weltmeisterschaften 1995 in seinem Heimatort Antholz wurde Leitgeb einzig im Staffelrennen eingesetzt, verpasste hier als Viertplatzierter an der Seite von Pallhuber, Patrick Favre und Carrara nur knapp eine Medaille. Besser verliefen die Biathlon-Weltmeisterschaften 1996 in Ruhpolding. Im Mannschaftsrennen gewann er in der Staffelbesetzung des Vorjahres hinter den Vertretungen aus Belarus und Russland die Bronzemedaille. Im Einzel verpasste er als Viertplatzierter knapp eine weitere Medaille. Letztmals bei einer WM kam Leitgeb 1997 in Osrblie zum Einsatz, wo er mit Helmuth Messner, Enrico Tach und Carrara Zehnter des Mannschaftsrennens wurde. Letztes Großereignis wurden die Olympischen Spiele 1998 in Nagano. Leitgeb kam nur im Sprint zum Einsatz, bei dem er 35. wurde. Nach der Saison beendete er seine Karriere und war zunächst fünf Jahre Biathlontrainer. Seit den Biathlon-Weltmeisterschaften 2007 in seiner Heimat Antholz war Leitgeb Rennleiter der dortigen Biathlon-Rennen. Er war Mitglied der Technischen Kommission der IBU.
Leitgeb starb im Alter von 46 Jahren bei einem Lawinenunglück in der Nähe von Antholz am Staller Sattel. Er hinterließ seine Frau und zwei Kinder.

## Biathlon-Weltcup-Platzierungen
Die Tabelle zeigt alle Platzierungen (je nach Austragungsjahr einschließlich Olympische Spiele und Weltmeisterschaften).
- 1.–3. Platz: Anzahl der Podiumsplatzierungen
- Top 10: Anzahl der Platzierungen unter den ersten zehn (einschließlich Podium)
- Punkteränge: Anzahl der Platzierungen innerhalb der Punkteränge (einschließlich Podium und Top 10)
- Starts: Anzahl gelaufener Rennen in der jeweiligen Disziplin
- Staffel: inklusive Mixed-Staffel

| Platzierung                               | Einzel | Sprint | Verfolgung | Massenstart | Team | Staffel | Gesamt |
| ----------------------------------------- | ------ | ------ | ---------- | ----------- | ---- | ------- | ------ |
| 1. Platz                                  | 1      |        |            |             | 2    |         | 3      |
| 2. Platz                                  |        |        |            |             |      |         |        |
| 3. Platz                                  | 1      |        |            |             | 1    |         | 2      |
| Top 10                                    | 9      | 4      |            |             | 6    | 3       | 22     |
| Punkteränge                               | 21     | 19     | 2          |             | 6    | 3       | 51     |
| Starts                                    | 44     | 47     | 3          |             | 6    | 3       | 103    |
| Stand: Karriereende, Daten nicht komplett |        |        |            |             |      |         |        |